# Galium papillosum
Galium papillosum é uma espécie de planta com flor pertencente à família Rubiaceae. 
A autoridade científica da espécie é Lapeyr., tendo sido publicada em Histoire Abrégée des Plantes des Pyrénées 66. 1813.

## Portugal
Trata-se de uma espécie presente no território português, nomeadamente os seguintes táxones infraespecíficos:
- Galium papillosum subsp. helodes - presente em Portugal Continental. Em termos de naturalidade é endémica da Península Ibérica. Não se encontra protegida por legislação portuguesa ou da Comunidade Europeia.
- Galium papillosum var. hirsutum - presente em Portugal Continental. Em termos de naturalidade é nativa da região atrás referida. Não se encontra protegida por legislação portuguesa ou da Comunidade Europeia.
- Galium papillosum var. papillosum - presente em Portugal Continental. Em termos de naturalidade é nativa da região atrás referida. Não se encontra protegida por legislação portuguesa ou da Comunidade Europeia.